# Claudia Cavalcanti
Claudia Cavalcanti (Roma, 5 agosto 1966) è un'attrice e conduttrice televisiva italiana.

## Biografia
Divenuta famosa negli anni ottanta in Italia, come attrice. Poi è stata attiva anche in televisione.
Alla fine degli anni novanta lascia il mondo dello spettacolo per trasferirsi tra Bali e l'India, dove diventa esperta di meditazione. Diplomata alla Siab, società italiana analisi bienergetica e mindfulness; conduce seminari di bioenergetica e meditazione.

## Filmografia

### Cinema
- Dagobert (Le bon roi Dagobert), regia di Dino Risi (1984)
- Maladonna, regia di Bruno Gaburro (1984)
- Amarsi un po'..., regia di Carlo Vanzina (1984)
- Domani mi sposo, regia di Francesco Massaro (1984)
- L'attenzione, regia di Giovanni Soldati (1985)
- Penombra, regia di Bruno Gaburro (1986)
- Il fascino sottile del peccato, regia di Ninì Grassia (1987)
- La trasgressione, regia di Fabrizio Rampelli (1987)
- La lingua, regia di Marco Toniato (1987)
- Le finte bionde, regia di Carlo Vanzina (1989)
- Viaggio di nozze in giallo, regia di Michelangelo Jurlaro (1990)
- Strepitosamente... flop, regia di Pierfrancesco Campanella (1991)
- Borderline, regia di Giuseppe La Rosa (1998)

### Televisione
- Due fratelli, regia di Alberto Lattuada – miniserie TV (1988)
- Casa Vianello – serie TV, 4 episodi (1988)

## Teatro
- I guardiani di porci, con Giampiero Ingrassia (1993)

## Programmi TV
- Bit con Luciano De Crescenzo
- Jeans 2 con Fabio Fazio
- Domenica in, sigla chiusura
- Versilia 66 con Gianmarco Tognazzi
- Cinema che follia!, di Antonello Falqui con Sergio Rubini
- Proffimamente non stop di Enzo Trapani con Piero Chiambretti e Enzo Iacchetti
- Questo è amore con Luca Barbareschi
- Scherzi a parte
- Maurizio Costanzo Show
- Un papà quasi perfetto con Michele Placido